# Питер Џексон
Сер Питер Роберт Џексон (енгл. Peter Robert Jackson; Велингтон, 31. октобар 1961) новозеландски је филмски режисер, сценариста и продуцент, добитник три Оскара, Златног глобуса, а најпознатији је као режисер трилогија Господар прстенова (2001—2003) и Хобит (2012—2014) (снимљене по роману Џ. Р. Р. Толкина) и као режисер римејка Кинг Конга (2005).
У почетку каријере прославио се крвавим тинејџерским хорорима и комедијама. Његов филм Dead Alive је чак био проглашен најгнуснијим филмом свих времена. Међутим, 1994. године он на кратко мења стил и постаје славан филмом Небеска створења (Heavenly Creatures). Филм је истинита прича о две девојке које одлучују убити мајку једне од њих. Филм је добио Сребрног лава на Венецијанском филмском фестивалу и номинацију за Оскара у категорији оригиналног сценарија. Овај филм је кључан за каријеру Кејт Винслет. Џексонов професионални и животни пут потпуно се променио када је одлучи написати и режирати филмове по књижевним класицима: Дружина прстена, Две куле и Повратак краља из трилогије Господар прстенова по роману Џ. Р. Р. Толкина. Филмови су имали велики комерцијални успех, а Џексон је постао један од најплаћенијих режисера данашњице. Од 2012. до 2014. снимио је трилогију Хобит са филмовима Неочекивано путовање, Шмаугова пустошења и Битка пет армија која је такође имала велики комерцијални успех.

## Филмографија
- Хобит: Битка пет армија — 2014.
- Хобит: Шмаугова пустошења — 2013.
- Хобит: Неочекивано путовање — 2012.
- Кинг Конг — 2005.
- Господар прстенова: Повратак краља — 2003.
- Господар прстенова: Две куле — 2002.
- Господар прстенова: Дружина прстена — 2001.
- — 1997.
- — 1996.
- Небеска створења (Heavenly Creatures) — 1994.
- Мртав жив — 1992.
- Упознајте Фиблсове (Meet the Feebles) — 1989.
- Лош укус (Bad Taste) — 1987.

## Најзначајније награде
Оскар
- 2003. — Најбољи филм Повратак краља
- 2003. — Најбољи адаптирани сценарио Повратак краља
- 2003. — Најбоља режија Повратак краља

БАФТА
- 2001. — Најбољи филм Дружина прстена
- 2001. — Најбоља режија Дружина прстена
- 2003. — Најбољи филм Повратак краља

Златни глобус
- 2003. — Најбоља режија Повратак краља

Венецијански филмски фестивал
- 1994. — Сребрни лав Небеска створења